# Mioarele
Mioarele est une commune roumaine située dans le județ d'Argeș.